# العلاقات البوسنية القرغيزستانية
العلاقات البوسنية القيرغيزستانية هي العلاقات الثنائية التي تجمع بين البوسنة والهرسك وقيرغيزستان.

## مقارنة بين البلدين
هذه مقارنة عامة ومرجعية للدولتين:
| وجه المقارنة                                              | البوسنة والهرسك                                             | قيرغيزستان                      |
| --------------------------------------------------------- | ----------------------------------------------------------- | ------------------------------- |
| المساحة (كم2)                                             | 51.20 ألف                                                   | 199.95 ألف                      |
| عدد السكان (نسمة)                                         | 3.51 مليون                                                  | 6.20 مليون                      |
| الكثافة السكانية (ن./كم²)                                 | 68.55                                                       | 31.01                           |
| العاصمة                                                   | سراييفو                                                     | بيشكك                           |
| اللغة الرسمية                                             | اللغة البوسنوية، اللغة الكرواتية، اللغة الصربية             | اللغة الروسية، اللغة القيرغيزية |
| العملة                                                    | مارك بوسني                                                  | سوم قيرغيزستاني                 |
| الناتج المحلي الإجمالي (بليون دولار)                      | 18.17 مليار                                                 | 7.56 مليار                      |
| الناتج المحلي الإجمالي (تعادل القوة الشرائية) بليون دولار | 41.35 مليار                                                 | 20.45 مليار                     |
| الناتج المحلي الإجمالي الاسمي للفرد دولار أمريكي          | 4.25 ألف                                                    | 1.10 ألف                        |
| الناتج المحلي الإجمالي للفرد دولار أمريكي                 | 10.43 ألف                                                   |                                 |
| مؤشر التنمية البشرية                                      | 0.733                                                       | 0.655                           |
| رمز المكالمات الدولي                                      | +387                                                        | +996                            |
| رمز الإنترنت                                              | .ba                                                         | .kg                             |
| المنطقة الزمنية                                           | توقيت وسط أوروبا، ت ع م+01:00، ت ع م+02:00، أوروبا/سراييفو ‏ | ت ع م+06:00                     |

## منظمات دولية مشتركة
يشترك البلدان في عضوية مجموعة من المنظمات الدولية، منها:
| علم المنظمة | اسم المنظمة                        | تاريخ انضمام البوسنة والهرسك | تاريخ انضمام قيرغيزستان |
| ----------- | ---------------------------------- | ---------------------------- | ----------------------- |
|             | مؤسسة التنمية الدولية              | 25 فبراير 1993               | 24 سبتمبر 1992          |
|             | يونسكو                             | 2 يونيو 1993                 | 2 يونيو 1992            |
|             | وكالة ضمان الاستثمار متعدد الأطراف | 19 مارس 1993                 | 21 سبتمبر 1993          |
|             | الأمم المتحدة                      | 22 مايو 1992                 | 2 مارس 1992             |
|             | الاتحاد البريدي العالمي            | ?                            | ?                       |
|             | البنك الدولي للإنشاء والتعمير      | 25 فبراير 1993               | 18 سبتمبر 1992          |
|             | اتفاقية السماوات المفتوحة          | ?                            | ?                       |
|             | الاتحاد الدولي للاتصالات           | 20 أكتوبر 1992               | 20 يناير 1994           |
|             | منظمة حظر الأسلحة الكيميائية       | ?                            | ?                       |
|             | مؤسسة التمويل الدولية              | 25 فبراير 1993               | 11 فبراير 1993          |
|             | منظمة الشرطة الجنائية الدولية      | ?                            | ?                       |
|             | منظمة الأمن والتعاون في أوروبا     | 30 أبريل 1992                | 30 يناير 1992           |

## وصلات خارجية
- موقع وزارة الخارجية البوسنية
- موقع وزارة الخارجية القيرغيزستانية